# Quirós (Catamarca)
Quirós es una localidad del municipio Icaño, Departamento La Paz, provincia de Catamarca (Argentina).
Se encuentra a la vera de la Ruta Nacional 157.

## Historia
A inicios del 1806, las primeras aglomeraciones de familias hacen notoria la presencia de una necesidad comunitaria (un pozo de agua), que da pie al crecimiento en torno a dicho contexto social como factor aglutinante. Posteriormente, y con el avance del ferrocarril sobre el NOA en los comienzos del siglo XX, la estación ya presente desde 1880 genera un crecimiento considerable de población debido a que los operarios del Ferrocarril fueron apostando sus viviendas allí. Desde entonces, su nombre ha cambiado desde la pequeña Villa Unión pasando por  Km 21, hasta la actualización de lo que hoy se llama Quirós.

## Geografía

### Población
Cuenta con 1,156 habitantes (Indec, 2010), lo que representa un incremento del 8,5% frente a los 1,065 habitantes (Indec, 2001) del censo anterior.
| Gráfica de evolución demográfica de Quirós entre 1991 y 2010 |
|                                                              |
| Fuente: Censos nacionales del INDEC                          |

### Sismicidad
La sismicidad de la región de Catamarca es frecuente y de intensidad baja, y un silencio sísmico de terremotos medios a graves cada 30 años en áreas aleatorias. Sus últimas expresiones se produjeron:
- 21 de marzo de 1892 (133 años), a las 1.45 UTC-3 con 6,0 Richter; como en toda localidad sísmica, aún con un silencio sísmico corto, se olvida la historia de otros movimientos sísmicos regionales (terremoto de Recreo de 1892)
- 21 de octubre de 1966 (58 años), a las 12.39 UTC-3 con 5,0 Richter
- 3 de noviembre de 1973 (51 años), a las 14.17 UTC-3 con 5,8 Richter: además de la gravedad física del fenómeno se unió el olvido de la población a estos eventos recurrentes
- 7 de septiembre de 2004 (20 años), a las 8.53 UTC-3, con una magnitud aproximadamente de 6,5 en la escala de Richter (terremoto de Catamarca de 2004)[1]